# سرلك (زاز الشرقي)
سرلك (بالفارسية: سرلک) هي قرية تقع في إيران في قسم زاز الشرقي الریفي. يقدر عدد سكانها بـ 111 نسمة .